# Mistrzostwa Świata w Lekkoatletyce 2019 – bieg na 1500 m mężczyzn
Bieg na 1500 metrów mężczyzn – jedna z konkurencji biegowych rozgrywanych podczas lekkoatletycznych mistrzostw świata na Stadionie Międzynarodowym Chalifa w Dosze.

## Terminarz
| Data           | Godzina |            |
| -------------- | ------- | ---------- |
| 3 Października | 22:00   | Eliminacje |
| 4 Października | 20:05   | Półfinały  |
| 6 Października | 19:40   | Finał      |

## Rekordy
Tabela prezentuje rekord świata, rekordy poszczególnych kontynentów, mistrzostw świata, a także najlepszy rezultat na świecie w sezonie 2019 przed rozpoczęciem mistrzostw.
|                            | Zawodnik           | Wynik   | Miejsce     | Data                  |
| -------------------------- | ------------------ | ------- | ----------- | --------------------- |
| Rekord świata              | Hicham El Guerrouj | 3:26,00 | Rzym        | 14 lipca 1998(dts)    |
| Listy światowe             | Timothy Cheruiyot  | 3:28,77 | Lozanna     | 5 lipca 2019(dts)     |
| Rekord mistrzostw świata   | Hicham El Guerrouj | 3:27,65 | Sewilla     | 24 sierpnia 1999(dts) |
| Rekord Afryki              | Hicham El Guerrouj | 3:26,00 | Rzym        | 14 lipca 1998(dts)    |
| Rekord Azji                | Rashid Ramzi       | 3:29,14 | Rzym        | 14 lipca 2006(dts)    |
| Rekord Ameryki Północnej   | Bernard Lagat      | 3:29,30 | Rieti       | 28 sierpnia 2005(dts) |
| Rekord Ameryki Południowej | Hudson de Souza    | 3:33,25 | Rieti       | 28 sierpnia 2005(dts) |
| Rekord Europy              | Mo Farah           | 3:28,81 | Fontvieille | 19 lipca 2013(dts)    |
| Rekord Australii i Oceanii | Nick Willis        | 3:29,66 | Fontvieille | 17 lipca 2015(dts)    |

## Minima kwalifikacyjne
Aby zakwalifikować się do mistrzostw, należało wypełnić minimum kwalifikacyjne wynoszące 3:36,00 (uzyskane w okresie od 1 października 2018 do 23 sierpnia 2019), z uwagi na małą liczbę zawodników z minimum, kolejnych lekkoatletów zaproszono do występu w mistrzostwach na podstawie lokat na listach światowych.

## Wyniki

### Eliminacje
Awans: 6 najlepszych z każdego biegu (Q) oraz 6 z najlepszymi czasami wśród przegranych (q).
| Pozycja | Bieg | Zawodnik                | Państwo                 | Czas    | Uwagi |
| ------- | ---- | ----------------------- | ----------------------- | ------- | ----- |
| 1       | 3    | Ayanleh Souleiman       | Dżibuti                 | 3:36,16 | Q     |
| 2       | 3    | Taoufik Makhloufi       | Algieria                | 3:36,18 | Q     |
| 3       | 3    | Kalle Berglund          | Szwecja                 | 3:36,19 | Q     |
| 4       | 3    | Neil Gourley            | Wielka Brytania         | 3:36,31 | Q     |
| 5       | 3    | Craig Engels            | Stany Zjednoczone       | 3:36,35 | Q     |
| 6       | 3    | Ronald Musagala         | Uganda                  | 3:36,54 | Q     |
| 7       | 3    | Ronald Kwemoi           | Kenia                   | 3:36,66 | q     |
| 8       | 3    | Jesús Gómez             | Hiszpania               | 3:36,72 | q     |
| 9       | 2    | Timothy Cheruiyot       | Kenia                   | 3:36,82 | Q     |
| 10      | 3    | Stewart McSweyn         | Australia               | 3:36,88 | q     |
| 11      | 2    | Josh Kerr               | Wielka Brytania         | 3:36,99 | Q     |
| 12      | 2    | Ben Blankenship         | Stany Zjednoczone       | 3:37,13 | Q     |
| 13      | 2    | Filip Ingebrigtsen      | Norwegia                | 3:37,26 | Q     |
| 14      | 2    | Abdalaati Iguider       | Maroko                  | 3:37,44 | Q     |
| 15      | 2    | Kevin López             | Hiszpania               | 3:37,62 | Q     |
| 16      | 1    | Jakob Ingebrigtsen      | Norwegia                | 3:37,67 | Q     |
| 17      | 1    | Alexis Miellet          | Francja                 | 3:37,69 | Q     |
| 18      | 1    | Matthew Centrowitz      | Stany Zjednoczone       | 3:37,69 | Q     |
| 19      | 1    | Jake Wightman           | Wielka Brytania         | 3:37,72 | Q     |
| 20      | 1    | Marcin Lewandowski      | Polska                  | 3:37,75 | Q     |
| 21      | 1    | Amos Bartelsmeyer       | Niemcy                  | 3:37,80 | Q     |
| 22      | 1    | Samuel Tefera           | Etiopia                 | 3:37,82 | q     |
| 23      | 2    | Isaac Kimeli            | Belgia                  | 3:37,87 | q     |
| 24      | 2    | Youssouf Hich Bachir    | Dżibuti                 | 3:37,93 | q     |
| 25      | 1    | Adel Mechaal            | Hiszpania               | 3:37,95 |       |
| 26      | 2    | Kumari Taki             | Kenia                   | 3:37,98 |       |
| 27      | 2    | Filip Sasínek           | Czechy                  | 3:38,17 |       |
| 28      | 1    | George Manangoi         | Kenia                   | 3:38,39 |       |
| 29      | 1    | Ryan Gregson            | Australia               | 3:38,69 |       |
| 30      | 1    | Abdi Waiss Mouhyadin    | Dżibuti                 | 3:38,79 |       |
| 31      | 3    | Ismael Debjani          | Belgia                  | 3:39,11 |       |
| 32      | 3    | Jakub Holuša            | Czechy                  | 3:39,79 |       |
| 33      | 1    | Hicham Ouladha          | Maroko                  | 3:39,86 |       |
| 34      | 2    | Jinson Johnson          | Indie                   | 3:39,86 |       |
| 35      | 3    | Abdullahi Jama Mohamed  | Somalia                 | 3:40,84 |       |
| 36      | 2    | Teddese Lemi            | Etiopia                 | 3:41,32 | q     |
| 37      | 3    | Abdirahman Saeed Hassan | Katar                   | 3:42,24 |       |
| 38      | 2    | Musulman Dzholomanov    | Kirgistan               | 3:45,07 |       |
| 39      | 1    | Abraham Rotich          | Bahrajn                 | 3:45,19 |       |
| 40      | 3    | Yach Majok Koon Wol     | Sudan Południowy        | 3:46,24 |       |
| 41      | 2    | Matthew Ramsden         | Australia               | 3:47,59 | q     |
| 42      | 2    | Paulo Amotun Lokoro     | Reprezentacja Uchodźców | 3:48,98 |       |
| 43      | 1    | Lucirio Garrido         | Wenezuela               | 3:52,93 |       |
| -       | 3    | Brahim Kaazouzi         | Maroko                  | DNS     |       |
| -       | 2    | Rabil Doukkana          | Francja                 | DNS     |       |

### Półfinały
Awans: 5 najlepszych z każdego biegu (Q) oraz 2 najszybszych z obu biegów (q).
| Pozycja | Bieg | Zawodnik             | Państwo           | Czas    | Uwagi |
| ------- | ---- | -------------------- | ----------------- | ------- | ----- |
| 1       | 2    | Marcin Lewandowski   | Polska            | 3:36,50 | Q     |
| 2       | 1    | Timothy Cheruiyot    | Kenia             | 3:36,53 | Q     |
| 3       | 2    | Ronald Kwemoi        | Kenia             | 3:36,53 | Q     |
| 4       | 2    | Jakob Ingebrigtsen   | Norwegia          | 3:36,58 | Q     |
| 5       | 2    | Josh Kerr            | Wielka Brytania   | 3:36,58 | Q     |
| 6       | 1    | Taoufik Makhloufi    | Algieria          | 3:36,69 | Q     |
| 7       | 1    | Neil Gourley         | Wielka Brytania   | 3:36,69 | Q     |
| 8       | 1    | Craig Engels         | Stany Zjednoczone | 3:36.69 | Q     |
| 9       | 1    | Kalle Berglund       | Szwecja           | 3:36,72 | Q     |
| 10      | 2    | Youssouf Hich Bachir | Dżibuti           | 3:36,72 | Q,    |
| 11      | 2    | Matthew Centrowitz   | Stany Zjednoczone | 3:36.77 | q,    |
| 12      | 2    | Jake Wightman        | Wielka Brytania   | 3:36,85 | q     |
| 13      | 1    | Ben Blankenship      | Stany Zjednoczone | 3:36,98 |       |
| 14      | 1    | Filip Ingebrigtsen   | Norwegia          | 3:37,00 |       |
| 15      | 2    | Matthew Ramsden      | Australia         | 3:37,16 | PB    |
| 16      | 2    | Ronald Musagala      | Uganda            | 3:37,19 |       |
| 17      | 1    | Alexis Miellet       | Francja           | 3:37,39 |       |
| 18      | 1    | Isaac Kimeli         | Belgia            | 3:37,50 |       |
| 19      | 2    | Kevin López          | Hiszpania         | 3:37,56 |       |
| 20      | 2    | Amos Bartelsmeyer    | Niemcy            | 3:37,74 |       |
| 21      | 1    | Stewart McSweyn      | Australia         | 3:37,95 |       |
| 22      | 1    | Ayanleh Souleiman    | Dżibuti           | 3:38,35 |       |
| 23      | 1    | Teddese Lemi         | Etiopia           | 3:38,79 | PB    |
| 24      | 1    | Jesús Gómez          | Hiszpania         | 3:40,29 |       |
| 25      | 2    | Abdalaati Iguider    | Maroko            | 3:42,23 |       |
| -       | 2    | Samuel Tefera        | Etiopia           | DNF     |       |

### Finał
| Pozycja | Zawodnik             | Państwo           | Czas    | Uwagi |
| ------- | -------------------- | ----------------- | ------- | ----- |
| 01 !    | Timothy Cheruiyot    | Kenia             | 3:29,26 |       |
| 02 !    | Taoufik Makhloufi    | Algieria          | 3:31,38 | SB    |
| 03 !    | Marcin Lewandowski   | Polska            | 3:31,46 | NR    |
| 4       | Jakob Ingebrigtsen   | Norwegia          | 3:31,70 |       |
| 5       | Jake Wightman        | Wielka Brytania   | 3:31,87 | PB    |
| 6       | Josh Kerr            | Wielka Brytania   | 3:32,52 | PB    |
| 7       | Ronald Kwemoi        | Kenia             | 3:32,72 | SB    |
| 8       | Matthew Centrowitz   | Stany Zjednoczone | 3:32,81 | SB    |
| 9       | Kalle Berglund       | Szwecja           | 3:33,70 | NR    |
| 10      | Craig Engels         | Stany Zjednoczone | 3:34,24 |       |
| 11      | Neil Gourley         | Wielka Brytania   | 3:37,30 |       |
| 12      | Youssouf Hiss Bachir | Dżibuti           | 3:37,96 |       |